# Groot Nieuws Radio
Groot Nieuws Radio is een Nederlandse christelijke radiozender gevestigd te Veenendaal. Het station maakt geen deel uit van het publieke bestel en ontvangt dus geen subsidie van de overheid. De zender is te beluisteren via DAB+ en internet. Daarnaast is de zender in de pakketten van KPN, Solcon en Joyne opgenomen. Tot 1 januari 2019 werd ook uitgezonden op 1008 kHz (middengolf). Groot Nieuws Radio is van start gegaan op 1 september 2007. De eerste maanden zond de zender non-stop christelijke muziek uit. Op 1 december 2007 ging de programmering officieel in. De zender richt zich met veel muziek en Nederlandstalige programma's op luisteraars in Nederland en België.

## Geschiedenis
Toen Talpa Radio per 1 september 2007 stopte met Radio 10 Gold, nam Groot Nieuws Radio de frequentie 1008 AM over. Initiatiefnemer was Evert ten Ham, voormalig radiopresentator bij de EO. Hij was tot 6 januari 2011 ook directeur van de zender.
Hoewel het initiatief voor de zender uit protestantse kring komt en Groot Nieuws Radio zich 'verbonden voelt met orthodoxe christenen en hun gemeenten', kiest de zender naar eigen zeggen voor 'eenheid onder het kruis van Jezus Christus' en probeert zo bruggen te slaan tussen christenen uit diverse kerken en gemeenten. Groot Nieuws Radio wordt vooral beluisterd in evangelische en reformatorische kring, maar ook door onder meer rooms-katholieken. Medewerkers worden echter gerekruteerd in protestantse kring. De zender brengt naast moderne en traditionele christelijke muziek ook achtergronden, Bijbelstudies en nieuws uit kerk en samenleving.
Groot Nieuws Radio balanceerde in 2008 op de rand van een faillissement. Op 12 december maakte toenmalig directeur ten Ham bekend dat de zender vanwege een tekort van 350.000 euro faillissement moest aanvragen. Dankzij de steun van bedrijven en particulieren werd het tekort gedicht. Na een maand non-stop muziek hervatte de zender de gepresenteerde uitzendingen. 
Initiatiefnemer en directeur ten Ham verliet de zender op 1 januari 2011 na een conflict tussen directie en bestuur. Zijn vertrek was in lijn met het advies van een arbitragecommissie onder leiding van Anne Westerduin. Westerduin werd door het bestuur benoemd tot interim-directeur en op 1 mei 2011 opgevolgd door Nico Schipper.

### Professionele uitbreiding
Op 14 oktober 2011 verscheen een artikel in het Nederlands Dagblad, waaruit bleek dat Groot Nieuws Radio werkte aan de professionalisering van de organisatie en de kwaliteit van de programma's. De distributiekosten waren gedaald en de inkomsten uit reclames gingen omhoog. Doelstelling was om ook het aantal particuliere 'vrienden' van het station uit te breiden. Schipper: "Volgens schattingen luisteren er elke week tussen de 200.000 en 400.000 luisteraars naar onze uitzendingen. Toch hebben we slechts 8000 donateurs". Aan het eind van 2011 was dat aantal gegroeid naar 9500 volgens Schipper. Later groeide de omroep door naar ruim 15.000 donateurs.
Begin 2015 had de radiozender wederom te kampen met financiële tegenslagen waaronder oplopende schulden, waardoor de zender zich in ieder geval gedwongen zag de programmering aan te passen en personeel te ontslaan. Ook een faillissement werd niet uitgesloten. Een actieweek in maart van dat jaar leverde in ieder geval genoeg donaties op om de zender op korte termijn te laten voortbestaan. Evenwel vertrok directeur Schipper per 1 juni 2015 bij het station. Directeur ad interim werd Koos Timmer, voormalig penningmeester van GNR, later opgevolgd door Wilfred Hardeman.
Op 10 november 2015 won Groot Nieuws Radio met het programma blessings de Gouden RadioRing. Presentator van het programma, Tim Hendriks, verklaarde de verrassende winst door een trouwe en betrokken achterban.
Begin 2016 nam Groot Nieuws Radio de online jongerenzender Seven FM over. Sinds 1 april van hetzelfde jaar zendt Seven FM uit onder de vlag van Groot Nieuws Radio. Sinds mei 2017 is het radiostation gevestigd in het pand Troubadour in het centrum van Veenendaal. In de tien jaar daarvoor zat Groot Nieuws Radio op een industrieterrein in dezelfde plaats. Op 30 mei 2017 deed de Autoriteit Consument en Markt uitspraak, op het verzoek van Broadcast Partners, dat de zender vanaf 1 september 2017 niet langer kon blijven uitzenden via de middengolf. Tot 1 januari 2019 bleef deze middengolfzender (1008 kHz) echter nog in de lucht.

## Programma's
Enkele programma's die op Groot Nieuws Radio worden uitgezonden:
- Backstage - Een kijkje achter de schermen van de christelijke muziek. Presentatie: Hans van Vuuren
- Blessings - Verzoekplatenprogramma. Presentatie: Tim Hendriks
- Bij Jorieke – Radiomagazine waarin gesprekken met een daggast de rode draad vormen. Presentatie: Jorieke Eijlers
- Brandstof - Gesprekken met mensen over hoe God in hun leven werkt. Presentatie: Eunice Nahuis
- De dag van vandaag – Wetenswaardigheden, nieuws en achtergronden uit kerk en samenleving. Presentatie: Laurens van de Kraats
- De Lunchroom - Interactief lunchprogramma met muziek en nieuws. Presentatie: Daan Hartgers
- De nieuwe morgen - Actualiteiten uit kerk en samenleving, aangevuld met muziek en een overdenking. Presentatie: Annemarie Biljard
- Een goede zondag - Talkshow. Presentatie: Andries Knevel
- Geloof en Gezondheid - Lifestyle. Presentatie: Ben Ketting
- Het Kerkplein - Gesprekken. Presentatie: Tom Herlaar
- Op weg met de Bijbel - Zoektocht van diverse sprekers in hun belevenissen door de Bijbel. Zonder presentatie.
- Opwekking Top 100 - Sinds 2013 de lijst met meest populaire Opwekkingsliederen voorafgaand aan de conferentie conferentie Opwekking.
- Top 1008 - Jaarlijkse muzieklijst met de populairste gospels van luisteraars dat jaar.
- Wens - Verzoekplatenprogramma. Presentatie: Tim Hendriks

### Nieuws, weer en verkeer
Op Groot Nieuws Radio is ieder uur een nieuwsbulletin te beluisteren dat verzorgd wordt door het Algemeen Nederlands Persbureau met aansluitend informatie over weer en verkeersinformatie verzorgd door de ANWB.

## Varia
Op 23 november 2014 schoot Groot Nieuws Radio kerkgangers te hulp die door een uitbraak van vogelgriep werden gedupeerd. De wekelijkse kerkdienst van de evangelische kerk Mozaiek0318 in Veenendaal die in de Veenendaalhal werd gehouden, kon daar die zondag niet plaatsvinden omdat daar vogels zaten die de week ervoor tentoongesteld waren en vanwege de vogelgriep niet weg mochten. Groot Nieuws Radio zond de dienst van deze zondag daarom uit op de radio, zodat de gedupeerde kerkgangers deze in de auto konden volgen op het parkeerterrein bij de Veenendaalhal.